# Oblast' autonoma dei Mari
L'Oblast' autonoma dei Mari fu creata il 4 novembre 1920 come regione della Repubblica Socialista Federativa Sovietica Russa. Nel 1936 fu ristabilita come Repubblica Socialista Sovietica Autonoma dei Mari, che si sciolse nel 1990, evolvendosi in seguito nell'odierna Repubblica dei Mari all'interno della Federazione Russa.
L'oblast' era in gran parte popolata dal popolo Mari. Gli eventi della sua storia iniziale includono la carestia russa del 1921-23 e gli incendi dei Mari del 1921.

## Divisione amministrativa
La regione fu costituita il 4 novembre 1920 come entità territoriale autonoma per il popolo Mari. Inizialmente era divisa in 3 distretti.
Il 15 luglio 1929, la Regione Autonoma di Mari entrò a far parte del neonato territorio di Nizhny Novgorod (dal 1932 - Gorky).
Al 1º ottobre 1931 la regione comprendeva 9 distretti. Nel 1931-1932 fu introdotta una divisione su base regionale.
Il 5 dicembre 1936 il Territorio di Gorkij fu abolito. Secondo la Costituzione del 1936, l'oblast' autonoma dei Mari fu trasformata nella RSSA dei Mari, facente direttamente parte della RSFSR.